# Fenerbahçe Spor Kulübü (baloncesto)
El Fenerbahçe, conocido por motivos de patrocinio como Fenerbahçe Beko, es un equipo de baloncesto turco que compite en la Türkiye 1, la primera división del país. Tiene su sede en Estambul y pertenece a la sociedad deportiva Fenerbahçe Spor Kulübü. Actualmente disputa sus partidos en el Ülker Sports Arena, que tiene un aforo para 13.800 espectadores.

## Historia
El club es uno de los más veteranos del deporte europeo, habiendo celebrado recientemente su centenario. Se fundó en 1907, mientras que su sección de baloncesto se puso en marcha en 1913. El equipo consiguió ganar los campeonatos nacionales en 1957, 1959 y 1965, justo antes de la creación de la Türkiye 1. Basketbol Ligi en 1966. En 1960 y 1966 disputó además la Copa de Europa.
Ya en la nueva era, el equipo tuvo que esperar hasta 1991 para ganar su primer título de campeón, repitiendo en 2007, derrotando con contundencia en la final al Efes Pilsen, y al año siguiente, en 2008, ganando al Türk Telekom por 4-1.

## Palmarés

### Títulos nacionales

#### Liga
- Liga de Turquía
  - Campeón (11): 1990-91, 2006-07, 2007-08, 2009-10, 2010-11, 2013-14, 2015–16, 2016-17, 2017-18, 2021-22, 2023-24
- Campeonato de Turquía
  - Campeón (3): 1956-57, 1958-59, 1964-65
- Liga de Estambul
  - Campeón (7): 1954-55, 1955-56, 1956-57, 1962-63, 1963-64, 1964-65, 1965-66

#### Copa
- Copa de Turquía
  - Campeón (9): 1966-67, 2009-10, 2010-11, 2012-13, 2015-16, 2018-19, 2019-20, 2023-24, 2024-25
- Copa del Presidente
  - Campeón (7): 1990, 1991, 1994, 2007, 2013, 2016, 2017
- Copa de la Federación
  - Campeón (5): 1953–54, 1957–58, 1958–59, 1959–60, 1960–61

### Torneos internacionales

#### Euroliga
- Final Four (6)
  - 2014–15 (1): Cuarto
  - 2015–16 (1): Subcampeón
  - 2016–17 (1): Campeón
  - 2017-18 (1): Subcampeón
  - 2018-19 (1): Cuarto
  - 2024-25 (1): Campeón

## Contra equipos NBA
En 2012, Fenerbahçe Ülker se convirtió en el primer y único club turco de baloncesto en ganar a un equipo NBA. Jugaron contra los Boston Celtics en el Ülker Sports Arena el 5 de octubre de 2012.
| 5 de octubre de 2012 | Boston Celtics                                            | 91–97                                 | Fenerbahçe Ülker                              | |  |
| 19:00 CET            | Parciales: 27–26, 18–29, 27–24, 19–18                     | Parciales: 27–26, 18–29, 27–24, 19–18 | Parciales: 27–26, 18–29, 27–24, 19–18         | |  |
|                      | Estadísticas Jeff Green, Sullinger 22 Sullinger 8 Rondo 9 | Reporte Pts Reb Asts                  | Estadísticas Sato 24 Sato, Ilkan 7 McCalebb 5 | Pabellón: Ülker Sports Arena Asistencia: 14 191 espectadores Árbitros: David Guthrie (USA), John Goble (USA), Sasa Pukl (SLO) |  |

| 5 de octubre de 2013 | Oklahoma City Thunder                     | 95–82                                 | Fenerbahçe Ülker                                                   | |  |
| 14:00 CET            | Parciales: 20–28, 28–14, 27–23, 20–17     | Parciales: 20–28, 28–14, 27–23, 20–17 | Parciales: 20–28, 28–14, 27–23, 20–17                              | |  |
|                      | Estadísticas Durant 24 Durant 8 Jackson 5 | Reporte Pts Reb Asts                  | Estadísticas Bogdanović 19 Bogdanović, Vidmar, Kleiza 4 Preldžić 4 | Pabellón: Ülker Sports Arena Asistencia: 12 191 espectadores Árbitros: Dan Crawford (USA), Courtney Kirkland (USA), Rüştü Nuran (TUR) |  |

| 11 de octubre de 2014 | San Antonio Spurs                          | 96–90                                 | Fenerbahçe Ülker                              | |  |
| 17:00 CET             | Parciales: 29–21, 18–19, 28–30, 21–20      | Parciales: 29–21, 18–19, 28–30, 21–20 | Parciales: 29–21, 18–19, 28–30, 21–20         | |  |
|                       | Estadísticas Duncan 23 Ginóbili 8 Parker 7 | Reporte Pts Reb Asts                  | Estadísticas Goudelock 30 Žorić 7 Preldžić 11 | Pabellón: Ülker Sports Arena Asistencia: 12 191 espectadores Árbitros: Tony Brothers (USA), Matej Boltauzer (SLO), Haywoode Workman (USA) |  |

| 5 de octubre de 2015 | Fenerbahçe                               | 101–96                                | Brooklyn Nets                              | |  |
| 02:30 CET            | Parciales: 25–26, 31–26, 26–20, 19–24    | Parciales: 25–26, 31–26, 26–20, 19–24 | Parciales: 25–26, 31–26, 26–20, 19–24      | |  |
|                      | Estadísticas Veselý 18 Udoh 8 Sloukas 11 | Reporte Pts Reb Asts                  | Estadísticas Lopez 18 Robinson 16 Larkin 5 | Pabellón: Barclays Center Asistencia: 6 857 espectadores Árbitros: Ken Mauer (USA), Nick Buchert (USA), Violet Palmer (USA) |  |

| 9 de octubre de 2015 | Fenerbahçe                              | 81–111                                | Oklahoma City Thunder                               | |  |
| 03:00 CET            | Parciales: 21–32, 20–26, 17–29, 23–24   | Parciales: 21–32, 20–26, 17–29, 23–24 | Parciales: 21–32, 20–26, 17–29, 23–24               | |  |
|                      | Estadísticas Veselý 17 Udoh 9 Sloukas 6 | Reporte Pts Reb Asts                  | Estadísticas Waiters 19 Adams 8 Durant, Westbrook 5 | Pabellón: Chesapeake Energy Arena Árbitros: Kevin Cutler (USA), Dan Crawford (USA), Scott Wall (USA) |  |